# Magnus Gripenklo
Magnus Gripenklo, tidigare Palumbus, född 1610 i Vreta Klosters församling, Östergötland, död 15 april 1676, var en svensk ämbetsman.

## Biografi
Magnus Gripenklo föddes 1610 på Vreta Klosters prästgård i Vreta Klosters församling. Han var son till kyrkoherden Nicolaus Palumbus och Ragnhild Larsdotter (Laurin). Gripenklo blev 3 september 1625 student vid Uppsala universitet och disputerade 1634. Han arbetade sedan som häradshövding i Tjusts härad och blev 13 november 1646 borgmästare i Visby stad och fogde på Gotland. Gripenklo blev 2 juli 1655 assessor i Svea hovrätt och 1658 assessor i reduktionskollegium. Han adlades Gripenklo 1 mars 1664 och introducerades på Sveriges riddarhus samma år som nummer 727. Den 3 mars 1664 blev han justitiepresident i Göteborg. Han avled 1676 och begravdes 18 februari 1677 i Göteborgs domkyrka.

### Familj
Gripenklo gifte sig 1646 med Catharina Nilsdotter (död 1688). Hon var dotter till superintendenten Nicolaus Eschilli i Kalmar stift och Brita Johansdotter Ungia.